# Quaestiones perpetuae
Quaestiones perpetuae (з лат. — постійні кримінальні суди, судові колегії або судові комісії) — постійні спеціалізовані суди, що існували в Стародавньому Римі. Традиційно виділяється вісім постійних судів. Перший з них був створений в 149 році до н. е. на підставі закону трибуна Луція Кальпурнія Пізона.

## Особливості
Постійні суди складалися з 30 або більше суддів (за іншими даними, нормою була участь 100—200 суддів) і очолювалися, як правило, претором. Рішення про винність приймалося на підставі голосування суддів простою більшістю і не підлягало оскарженню. Характер покарання регламентувався спеціальними зводами.
Комплектування суддів було предметом політичної боротьби; спочатку ними могли ставати тільки сенатори, але в 133 році Тіберій Гракх передав місця в постійних судах стану вершників. У 91 році до н. е. Марк Лівій Друз запропонував закон про змішанне комплектування колегій (половина сенаторів, половина вершників), але був убитий, а його реформа була згорнута. У 70 році до н. е. Луцій Аврелій Котта розділив комплектування суддів між сенаторами, вершниками і ерарними трибунами. Кандидати в судді вносилися в щорічно оновлюваний список (album iudicum), з якого формувалися колегії для кожної справи.
Ініціатива звинувачення в усіх справах, включаючи державні злочини, могла виходити тільки від приватних осіб. Обвинувач у справі  de maiestate , який не зміг довести провину обвинуваченого, міг бути підданий катуванню в покарання за необгрунтоване звинувачення.

## Колегії
- Quaestio de repetundis  або  quaestio repetundarum  — колегія, що розглядала справи про вимагання та отримання хабарів магістратами. Створена в 149 році до н. е. за lex Calpurnia de repetundis Луцієм Пізоном;
- Quaestio de sicariis  — про розбої, що супроводжувалися вбивством; з часів Сулли ця ж колегія розглядала справи parricidium (вбивство родичів)[1];
- Quaestio de veneficiis  — про отруєння[1];
- Quaestio de peculatu  — про розкрадання державного майна[1];
- Quaestio de ambitu  — про порушення під час проведення виборів. Створена Луцієм Корнелієм Суллою;
- Quaestio de maiestate  — про «образу величі римського народу» (сюди входили, зокрема, справи про державну зраду, організації заколоту, напади на суддів, дезертирство та інших державні злочини[2]). Створена Суллой, хоча перші закони  de maiestate  існували і раніше;
- Quaestio de falso  — про лжесвідчення, підробці документів, ваг, монет, заповітів[3]. Створена Суллою;
- Quaestio de sacrilegio  (або  de incestu )  — про злочини проти моральності і релігійних традицій;
- Quaestio de vi  — про насильство.